# Уолтман, Шон
Шон Майкл Уо́лтман (англ. Sean Michael Waltman, род. 13 июля 1972, Миннеаполис, Миннесота) — американский рестлер.
Он наиболее известен по выступлениям в World Wrestling Federation (WWF, ныне WWE) под именами 1—2—3 Кид (англ. 1–2–3 Kid) и Икс-пак (англ. X-Pac), в World Championship Wrestling (WCW) под именем Сиккс (англ. Syxx) и NWA Total Nonstop Action (NWA-TNA) под именами Сиккс-пак (англ. Syxx-Pac) и под своим настоящим именем.
Уолтман начал свою карьеру в WWF в 1993 году, где он выступал под несколькими псевдонимами в качестве начинающего рестлера, пока его не назвали 1—2—3 Кид после неожиданной победы над Рейзором Рамоном на Raw. В качестве 1—2—3 Кида он дважды становился командным чемпионом WWF и бросил вызов Брету Харту в матче за звание чемпиона мира WWF в тяжелом весе в июле 1994 года. В это время он был частью Kliq, закулисной группы, которая была известна своим влиянием на сюжетные линии WWF в 1990-х годах.
Во время Monday Night Wars Уолтман покинул WWF в 1996 году, чтобы присоединиться к членам Kliq Кевину Нэшу и Скотту Холлу (ранее известному как Рейзор Рамон) в WCW, и вместе с ними в составе «Нового мирового порядка» (nWo) выиграл титул командного чемпиона мира WCW, а также стал однократным чемпионом WCW в полутяжелом весе. Он вернулся в WWF в 1998 году во время Attitude Era, где он стал членом D-Generation X под именем Икс-пак и дважды выиграл титул чемпиона WWF в полутяжелом весе и титул чемпиона Европы WWF, а также ещё два раза выиграл титул командного чемпиона WWF в паре с Кейном.
Единственный рестлер, владевший титулами чемпиона икс-дивизиона TNA, чемпиона в полутяжёлом весе в WWF и WCW. Пик славы пришёлся на выступление в D-Generation X вместе с Шоном Майклзом, Трипл Эйчем, Дорожным Псом и Билли Ганном. Двукратный член Зала славы WWE (2019 — в составе D-Generation X, 2020 — в составе «Нового мирового порядка»).

## Ранняя жизнь
Шон Майкл Уолтман родился в Миннеаполисе 13 июля 1972 года. По собственным словам, у него было трудное детство. Он воспитывался матерью-одиночкой и называл себя «беспризорным с пяти лет». Он утверждал, что в детстве к нему несколько раз домогались. В девятом классе он вступил в школьную команду по борьбе, но быстро ушел из неё, когда ему сказали, что для занятий борьбой нужно подстричь волосы. Вскоре он совсем бросил школу. Любовь к рестлингу и ограниченные возможности карьерного роста привели к тому, что он бесплатно работал в местных рестлинг-промоушенах, устанавливал ринги и выполнял другую работу, а в конце концов сам стал рестлером.

## Личная жизнь
В середине 2000-х годов Уолтман состоял в отношениях с Джоани Лорер, которая ранее выступала в WWF под именем Чайна. Они были помолвлены, но позже расстались. Во время отношений с Лорер он боролся с зависимостью от метамфетаминов и множества наркотиков, таких как кокаин и отпускаемые по рецепту обезболивающие препараты.
В 2008 году Уолтман попытался покончить жизнь самоубийством в своей квартире в Мехико. Позже он рассказал, что после физической ссоры со своей тогдашней подругой Алисией Уэбб его охватили стыд и чувство вины, поэтому он выпил смесь таблеток и алкоголя и повесился на балконе своей квартиры. Вебб якобы обнаружила его повешенным и смогла спустить его вниз, оживив его до приезда скорой помощи. После этого инцидента он был помещен в реабилитационный центр, спонсируемый WWE, и начал свое восстановление.
24 сентября 2018 года Уолтман объявил о смерти своей бывшей жены и матери его двоих детей Терри Уолтман, на которой он был женат с 1994 по 2002 год. Он сказал, что она «проиграла свою битву с психическими заболеваниями и зависимостью». В 2018 году он начал встречаться с писательницей Анджелой Ниссел.

## Титулы и достижения

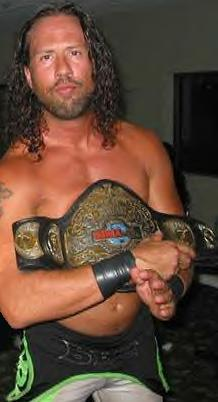
Уолтман с поясом NWA Heritage Championship

- World Wrestling Federation/Entertainment//WWE
  - Европейский чемпион WWE (2 раза)[8]
  - Чемпион WWF в первом тяжёлом весе (2 раза)[9]
  - Командный чемпион WWF (4 раза) — c Марти Джанетти (1), с Бобом Холли (1) и Кейном (2)[10]
  - Зал славы WWE (2019, 2020)

- World Championship Wrestling
  - Чемпион WCW в первом тяжёлом весе (2 раза)
  - Командный чемпион мира WCW (2 раза) — c Кевином Нэшом и Скоттом Холлом

- NWA Pro Wrestling
  - Чемпион Мира в тяжёлом весе NWA (1 раз)

- Total Nonstop Action Wrestling
  - Чемпион икс-дивизиона TNA (1 раз)[11]
  - Победитель Мемориального Командный турнир Криса Кандидо[12] — с Алексом Шелли

- Pro Wrestling Illustrated 
  - Команда года (1999) с Кейном
  - Возвращение года (1998)

- Bad Boys of Wrestling Federation
  - Чемпионство Карибских Островов (1 раз)

- Wrestling Society X (WSX)
  - Победитель Хардкорной Королевской Битвы

- Pro Wrestling America (PWA)
  - Чемпион PWA в тяжёлом весе (2 раза)
  - Железный Телевизионный Чемпион PWA (1 раз)
  - Командный Чемпион PWA (2 раза) — c Джерри Линн

- Global Wrestling Federation (GWF)
  - Чемпион GWF в Первом тяжёлом весе (2 раза)

- South Eastern Wrestling Alliance (SEWA)
  - Чемпион SEWA в тяжёлом весе (1 раз)

- Great Lakes Championship Wrestling
  - Чемпион GLCW в тяжёлом весе(1 раз)

- Mid-Eastern Wrestling Federation (MEWF)
  - Чемпион MEWF в тяжёлом весе (2 раза)

- Xtreme Pro Wrestling (XPW)
  - Телевизионный Чемпион XPW (1 раз)

- Legends Pro Wrestling
  - Зал Славы LPW 2011 год

## Lucha de Apuesta
| Ставка | Победитель | Проигравший    | Место проведения | Время проведения | Примечания                           |
| ------ | ---------- | -------------- | ---------------- | ---------------- | ------------------------------------ |
| Волосы | Икс-пак    | Джефф Джарретт | Нью-Йорк         | 30 августа 1998  | Волосы за волосы, матч на SummerSlam |